# Charles Cameron (gubernator)
Charles Cameron (ur. 1766, zm. 1820) – Cywilny Komisarz Malty, a później Gubernator Bahamów.

## Kariera
Urodzony jako syn Donalda Camerona i Mary Guy. Został Cywilnym Komisarzem Malty w roku 1801. W lipcu 1801 roku wydał odezwę do mieszkańców Malty, zapewniając, że będzie przestrzegał ich prawa oraz strzegł ich praw. Odszedł z urzędu w roku 1802, aby w roku 1804 zostać gubernatorem Wysp Bahama. Zmarł, pełniąc ten urząd, w roku 1820.
Był partnerem w firmie Harley, Cameron & Company, zajmującej się interesami w Indiach Wschodnich.
W roku 1798 poślubił Lady Margaret Hay, córkę Jamesa Haya. Mieli syna Charlesa Hay Camerona oraz dwie córki.